# 贡山茶藨子
贡山茶藨子（学名：Ribes griffithii var. gongshanense）为虎耳草科茶藨子属下的一个变种。

## 扩展阅读
- 維基物種上的相關：贡山茶藨子